# Gene Callahan (diretor de arte)
Gene Callahan (7 de novembro de 1923 — 26 de dezembro de 1990) é um diretor de arte estadunidense. Venceu o Oscar de melhor direção de arte em duas ocasiões: por The Hustler e America America.